# Detroit Film Critics Society Awards 2018
Na 11. ročníku udílení cen Detroit Film Critics Society Awards byly předány ceny v těchto kategoriích dne 3. prosince 2018.

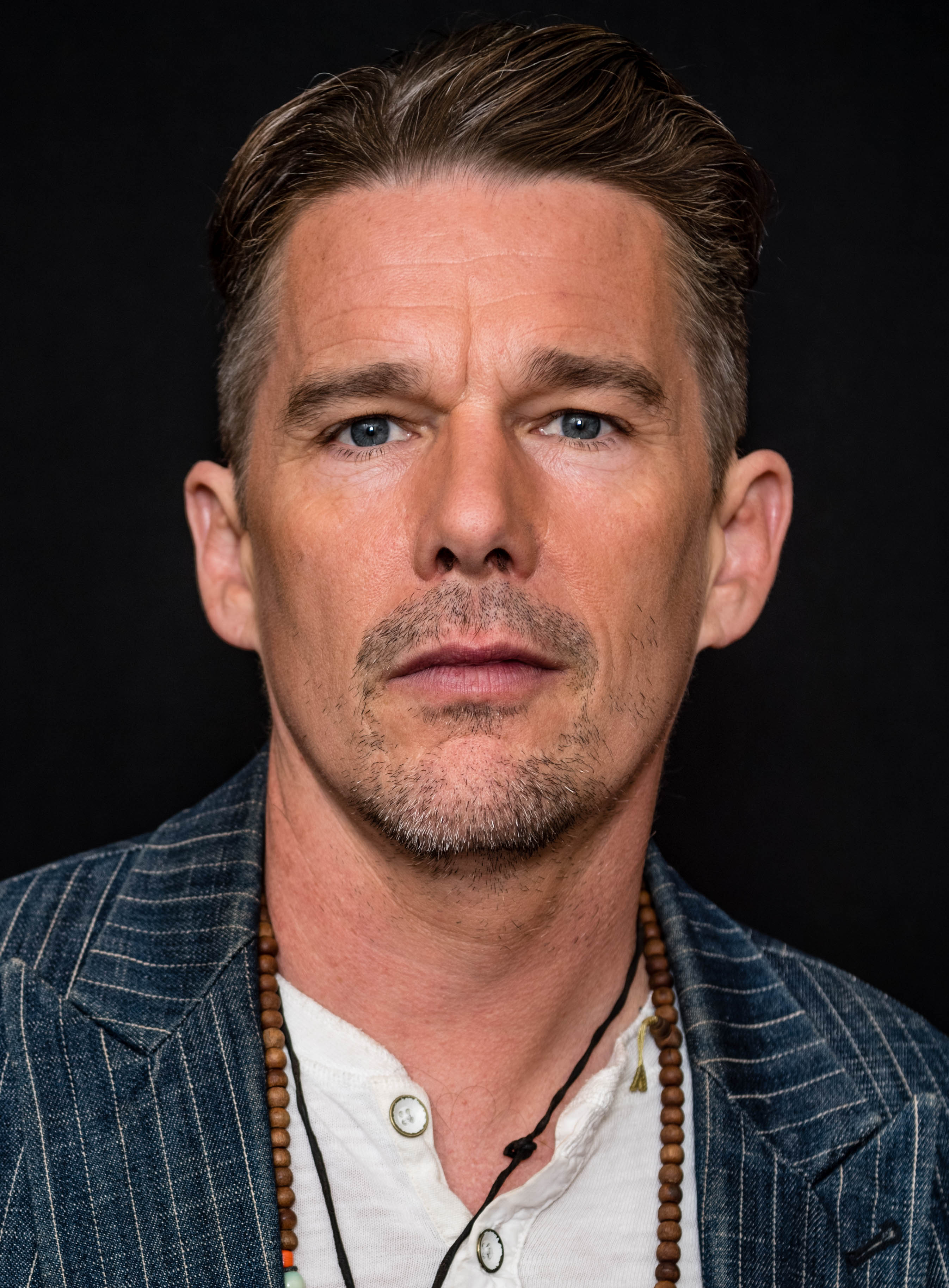
Ethan Hawke vítěz v kategorii nejlepší herec v hlavní roli

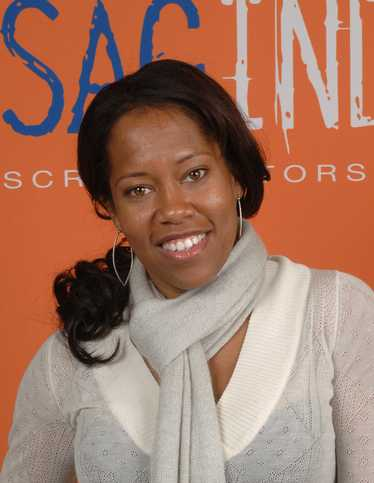
Regina Kingová vítězka v kategorii nejlepší herečka ve vedlejší roli

## Vítězové a nominovaní

### Nejlepší film
Osmá třída
- Tiché místo
- Zelená kniha
- Zoufalství a naděje
- Roma

### Nejlepší režisér
Adam McKay – Vice
- Bradley Cooper - Zrodila se hvězda
- Bo Burnham – Osmá třída
- Alfonso Cuaron - Roma
- Paul Schrader - Zoufalství a naděje

### Nejlepší herec v hlavní roli
Ethan Hawke - Zoufalství a naděje
- Christian Bale - Vice
- Bradley Cooper - Zrodila se hvězda
- Rami Malek - Bohemian Rhapsody
- John David Washington – BlacKkKlansman

### Nejlepší herečka v hlavní roli
Toni Collette - Děsivé dědictví
- Lady Gaga - Zrodila se hvězda
- Olivia Colmanová – Favoritka
- Elsie Fisher – Osmá třída
- Melissa McCarthy – Dokážete mi kdy odpustit?

### Nejlepší herec ve vedlejší roli
Josh Hamilton – Osmá třída
- Mahershala Ali - Zelená kniha
- Sam Elliott – Zrodila se hvězda
- Richard E. Grant - Dokážete mi kdy odpustit?
- Jesse Plemons – Noční hra

### Nejlepší herečka ve vedlejší roli
Regina Kingová - Kdyby ulice Beale mohla mluvit
- Amy Adams – Vice
- Thomasin McKenzie – Beze stopy
- Emma Stoneová – Favoritka
- Rachel Weisz – Favoritka

### Nejlepší obsazení
Vice
- Šíleně bohatí Asiati
- Osmá třída
- Favoritka
- Roma

### Objev roku
Bo Burnham – Osmá třída
Rafael Casal a Daveed Diggs – Blindspotting
Elsie Fisher – Osmá třída
Lady Gaga – Zrodila se hvězda
Boots Riley – Sorry to Bother You

### Nejlepší scénář
Vice - Adam McKay (remíza)
Zelená kniha – Nick Vallelonga, Brian Hayes Currie, Peter Farrelly (remíza)
- Osmá třída - Bo Burnham
- Favoritka - Deborah Davis a Tony McNamara
- Zoufalství a naděje – Paul Schrader

### Nejlepší dokument
Tři blízcí neznámí
- Free Solo
- RBG
- Won't You Be My Neighbor?
- Whitney

### Nejlepší animovaný film
Spider-Man: Paralelní světy
- Úžasňákovi 2
- Psí ostrov
- Raubíř Ralf a internet
- Yeti: Ledové dobrodružství

### Nejlepší použití hudby
Zrodila se hvězda
- Bohemian Rhapsody
- Zelená kniha
- Mandy
- Marry Poppis se vrací